# We Belong Together
We Belong Together ist ein Lied von Mariah Carey, das für ihr zehntes Studioalbum The Emancipation of Mimi aus dem Jahre 2005 aufgenommen wurde und am 29. März 2005 als zweite Single des Albums veröffentlicht wurde. Der Song wurde produziert von Carey, Jermaine Dupri, Manuel Seal und Johntá Austin, geschrieben wurde er von ihnen und Darnell Bristol, Kenneth Edmonds, Sidney DeWayne, Bobby Womack, Patrick Moten und Sandra Sully. Er ist vom R&B und Soul der 1980er Jahre inspiriert. Das Billboard Magazin zeichnete das Lied als erfolgreichstes des Jahrzehnts aus, basierend auf Verkäufen, Radioeinsätzen und Downloads.
Nach einer Karrierepause von den Jahren 2003 und 2004 hatte Carey weltweiten Erfolg mit ihrer Single We Belong Together, die die Spitze in Australien und den USA (für 14 Wochen) erreichte. In den USA brach der Titel Airplay-Rekorde und bekam gute Kritiken. Durch den Song gewann Carey auch verschiedene Auszeichnungen: Grammy Awards im Jahre 2006.

## Hintergrund und Entstehung

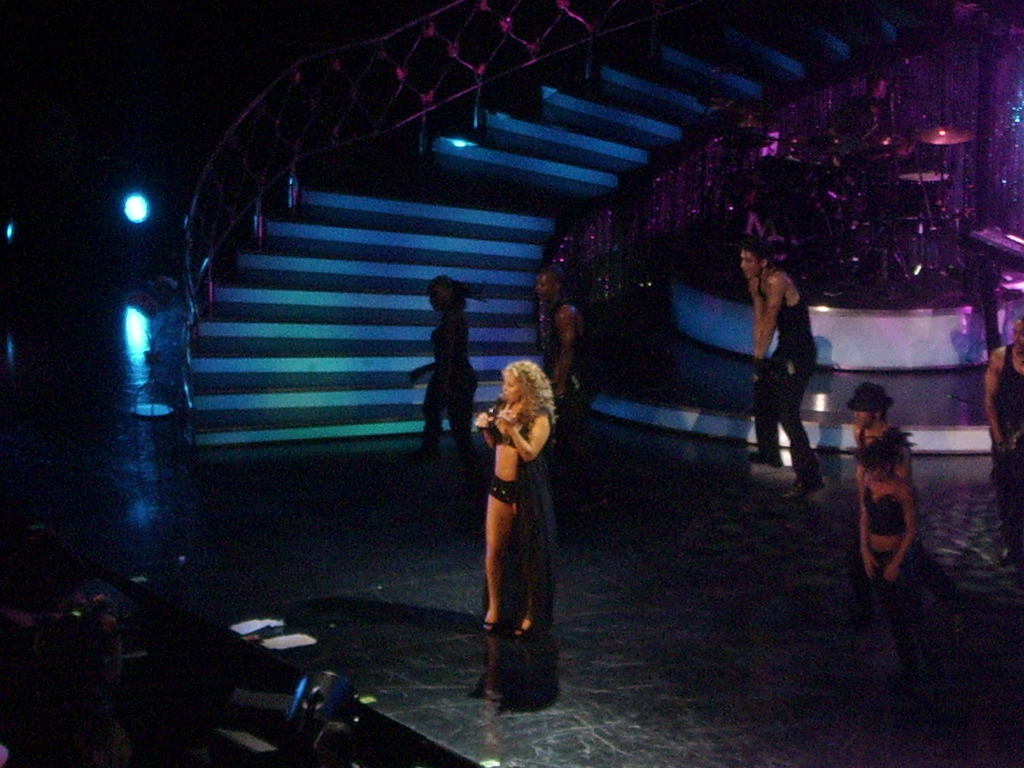
Mariah Carey singt We Belong Together auf ihrer The Adventures of Mimi Tour in Miami am 7. August 2006.

We Belong Together sollte ursprünglich nicht für The Emancipation of Mimi produziert werden. Nach einer Karrierepause begann Carey 2004 mit den Arbeiten an ihrem Album. Im November des Jahres war das Album fertig, doch Carey wollte noch mehr Songs für dieses Album produzieren. L.A. Reid, der Chef von Island Records, engagierte Carey zu Studioaufnahmen mit dem Produzenten Jermaine Dupri. Mariah Carey flog für zwei Tage zu Dupris Studio nach Atlanta, sie komponierten und produzierten zwei Songs für The Emancipation of Mimi (Shake It Off und Get Your Number), dann flog sie zurück nach New York City; zu dieser Zeit war We Belong Together noch nicht geschrieben. Reid war von den neuen Songs beeindruckt und entschied, dass Carey zurück nach Atlanta fliegen sollte, um noch mehr Songs zu produzieren.
In zwei Tagen produzierten Carey, Dupri, Seal und Austin die erste Single von We Belong Together: It’s like That. Die Produzenten diskutierten lange über die Melodie des Songs und begannen schließlich mit der Arbeit.

## Musik und Struktur
We Belong Together ist eine Pop-Ballade mit Einflüssen von Hip-Hop, R&B und Soul. Der Song enthält Spuren von einem Roland TR-808-stilisierten Bass Drum und Hi-Hat, welche oft in der Hip-Hop-Musik benutzt werden.
Carey benutzte für manchen Stellen einen Rap-Gesangsstil für den sie die meisten Kritiken bekam. Jennifer Vineyard kommentierte das Careys Rap-Gesang den Song noch mehr Power gebe. Der Song hat Ähnlichkeiten mit Boby Womacks 1980er-Retro-Soul-Song If You Think You’re Lonely Now von 1981 und The Deele’s Two Occasions (von 1987 mit Babyface). Im zweiten Vers von We Belong Together singt Carey: „Bobby Womack’s on the radio / Singing to me, 'If you think you’re lonely now'.“ Dann singt sie weiter: „So I turn the dial, tryin’ to catch a break / And then I hear Babyface / ‘I only think of you…’.“
We Belong Together enthält ein sehr einfaches musikalisches Arrangement: Es spielt auf dem C-Schlüssel und ist komponiert in Viertelnoten. Ähnlich wie der Song spannt sich Careys Stimme von G3 to A5. Carey beendet den Song mit einem Gesang von C5. Es folgt der Haupt Vers-Chorus Form und ist in drei Abteilungen gegliedert, so dass es auf den Zuhörer emotional wirkt.

## Remixe und andere Versionen
Mariah Carey nahm oft von ihren erfolgreichen Songs Remix-Versionen auf. Für We Belong Together nahm sie einen DJ Clue Remix auf, welches von DJ Clue und den Rappern Jadakiss und Styles P produziert wurde sowie den Rauhofer Reconstruction Mix/Atlantic Soul Vocal Mix. Die Remixe sind alle sehr verschieden und enthalten mehr Elemente der Hip-Hop-Musik. Der Atlantic Soul Vocal Mix erstellte zum Beispiel eine synthetische Basslinie, eine Piano- und Gitarrenzeile und Hi-Hats, die dem Lied mehr Tempo geben mit einem schnellen Beat.
Beide Remix-Versionen wurden als Download im Mai 2005 veröffentlicht und waren erfolgreich: Der Atlantic Soul Mix erreichte Platz 1 in den U.S. Dance-Charts und die DJ Clue Version erreichte Platz 5 in den Hot Digital Songs Charts.

## Musikvideo
Die Regie zum Musikvideo führte Brett Ratner, das Musikvideo wurde in Los Angeles aufgenommen. Es ist die Fortsetzung zum Musikvideo von It’s like That, der ersten Single von The Emancipation of Mimi. Das Musikvideo beginnt mit dem Ende des It’s like That Video, der Protagonist ist auf einer Party, wo einer der Gäste sich als Lover von Carey ausgibt (gespielt von Wentworth Miller). Das Video zu We Belong Together beginnt am darauffolgenden Morgen, als der Protagonist Carey an ihren Freund erinnert, da sie sich auf eine Beziehung vorbereitet hat. Als sie spazieren geht, beobachtet der Protagonist Carey zusammen mit ihrem jetzigen Freund (gespielt von Eric Roberts). In der Hochzeitsszene trägt Carey jenes Hochzeitskleid von Designerin Vera Wang, welches sie im wirklichen Leben 1993 während der Hochzeitsfeierlichkeiten mit Tommy Mottola anhatte.
Das Video erreichte Platz 1 in sämtlichen Video-Charts, wie auf BETs 106 & Park, MTVs TRL (wo es 50 Tage auf Platz 1 war), MuchMusic's Countdown und VH1s VH1 Top 20 Video Countdown. VH1 Platzierte den Video auf Platz 1 der besten Videos 2005. Am 25. Juli 2005 wurde es Launchcasts meistgesehener Video des Jahres 2005 mit 7,5 Millionen Zuschauern und Aufrufe. Das Video war bei den MTV Video Music Awards 2005 nominiert in den Kategorien Best R&B Video und Best Female Video.

## Mitwirkende
- Haupt- und Begleitgesang – Mariah Carey
- Keyboard – Loris Holland
- Schlagzeug – Charles Draiton
- Tontechnik – Brian Garten, John Moresco IV
- Tontechnik-Assistenz – Tadd Mingo
- Abmischung – Phil Tan
- Mastering – Herb Powers

## Rezeption

### Rezensionen
We Belong Together erhielt gute Kritiken, Rolling Stone sagt „Der Song ist eine ‚innovative‘ Mariah Carey die besser ist als je zuvor“. Andere Kritiken bekam der Song wegen Careys Gesangs-Still. Kelefa Sanneh von den New York Times, sagt der Rap-Gesang nimmt die wunderschöne Seite des Songs weg. Der Billboard Magazin und Johnny Loftus von Metrotimes beschreiben den Song als „perfekt,“ „klasse,“ und „modern“ während Pitchfork Media 4,5 Sterne vergaben.
Billboard platzierte We Belong Together auf Platz elf in den Billboard Hot 100 All-Time Top Songs und Platz 2 in den Billboard Hot 100 R&B/Hip-Hop Songs. Blender platzierte es auf 15 der 100 besten Songs 2005. Slant Magazine platzierte es auf Platz 2 der besten Songs von 2005. Der Song wurde vom zudem vom Billboard Magazin als erfolgreichster Titel der 2000er ausgezeichnet.
We Belong Together bekam gute Kritiken von Helen Duong von UKMusic, welche den Song als „zärtlich“ beschreibt und Kritiken von Virgin.net, die den Song als langweilig, kitschig und uninspiriert beschreiben.

### Preise
| 2005 - Billboard Music Awards - Rhythmic Top 40 Title of the Year. - Hot 100 song of the Year. - Hot 100 Airplay of the Year. - Radio Music Awards - Song of the Year/Mainstream Hit Radio. - Song of the Year/Urban and Rhythmic Radio. - Soul Train Awards - Best R&B/Soul Single, Solo. - Teen Choice Awards - Choice Love Song. - Vibe Awards - Best R&B Song. - World Music Awards - World’s Most-Played Single. | 2006 - Grammy Awards - Best R&B Song - Best Female R&B Vocal Performance - ASCAP Awards - Song of the Year (tied with Boulevard of Broken Dreams by Green Day). - BMI Urban Awards - Song of the Year. - Most Performed Song. - Number-one Billboard song. - WPGC Music Awards - Best Slow Song. - Best Song. - GrooveVolt Music & Fashion Awards - Song of the Year. - Best Pop Female Song Performance. - Best R&B/Soul Female Song Performance. - Soul Train Music Awards - Soul Train Music Award for Best R&B/Soul Single, Female\|Best R&B/Soul Single, Female. |

## Kommerzieller Erfolg

### Chartplatzierungen
Zwischen ihrer Karrierepause von 2001 bis 2004 sank Careys Popularität, weswegen viele ihrer Fans und Kritiker schon das Ende ihrer Karriere befürchteten. Nach der Veröffentlichung der Single in den USA am 26. März 2005 wurde We Belong Together der größte Erfolg in Careys Karriere und für ihr Plattenlabel. Der Song verbrachte 2005 14 Wochen an der Spitze der Billboard Hot 100 – nach den Debüt auf Platz 81 – und auf den Hot R&B/Hip-Hop Songs Charts. Dann wurde der Erfolg noch größer: Der Song erreichte Platz 1 in den Billboard Hot 100, Billboard Hot 100 Airplay, Hot R&B/Hip-Hop Songs, Hot R&B/Hip-Hop Airplay, Pop 100 Airplay, Top 40 Mainstream, Rhythmic Airplay Chart, Hot Dance Club Songs und den Hot Ringtones Charts. Eine Woche Später wurde er der erste Song der alle US-Charts anführte. We Belong Together brach sämtliche Airplay Rekorde in den USA. Bis heute wurde We Belong Together alleine in den USA über 8 Millionen Mal im Radio gespielt. In den Billboard Hot 100 Year-end Chart von 2005 erreichte der Song als erster in Careys Karriere die Spitzenposition.
We Belong Together debütierte in den australischen Charts auf Platz 1, wo er zwei Wochen lang blieb und erreichte in Neuseeland für drei Wochen Platz 2. In Europa erreichte die Single Rang zwei in Großbritannien, hinter Tupac Shakurs Ghetto Gospel sowie Top-5-Platzierungen in Spanien, Irland, Niederlande, Dänemark und Schweiz, oder auch Top-10-Platzierungen in Norwegen.
| ChartsChartplatzierungen       | Höchstplatzierung | Wochen |
| ------------------------------ | ----------------- | ------ |
| Deutschland (GfK)              | 11 (11 Wo.)       | 11     |
| Österreich (Ö3)                | 31 (11 Wo.)       | 11     |
| Schweiz (IFPI)                 | 4 (13 Wo.)        | 13     |
| Vereinigte Staaten (Billboard) | 1 (43 Wo.)        | 43     |
| Vereinigtes Königreich (OCC)   | 2 (26 Wo.)        | 26     |

| ChartsJahrescharts (2005)      | Platzierung |
| ------------------------------ | ----------- |
| Deutschland (GfK)              | 92          |
| Schweiz (IFPI)                 | 57          |
| Vereinigte Staaten (Billboard) | 1           |
| Vereinigtes Königreich (OCC)   | 20          |

| ChartsJahrescharts (2000–2009) | Platzierung |
| ------------------------------ | ----------- |
| Vereinigte Staaten (Billboard) | 1           |

### Auszeichnungen für Musikverkäufe
| Land/Region                  | Auszeichnungen für Musikverkäufe (Land/Region, Auszeichnung, Verkäufe) | Verkäufe  |
| ---------------------------- | ---------------------------------------------------------------------- | --------- |
| Australien (ARIA)            | Platin                                                                 | 70.000    |
| Brasilien (PMB)              | Platin                                                                 | 60.000    |
| Dänemark (IFPI)              | Gold                                                                   | 45.000    |
| Neuseeland (RMNZ)            | 3× Platin                                                              | 90.000    |
| Vereinigte Staaten (RIAA)    | 7× Platin · + Platin (Mastertone)                                      | 8.000.000 |
| Vereinigtes Königreich (BPI) | Platin                                                                 | 600.000   |
| Insgesamt                    | 1× Gold · 14× Platin ·                                                 | 8.865.000 |

Hauptartikel: Mariah Carey/Auszeichnungen für Musikverkäufe